# ارزیابی تأثیر اجتماعی و فرهنگی

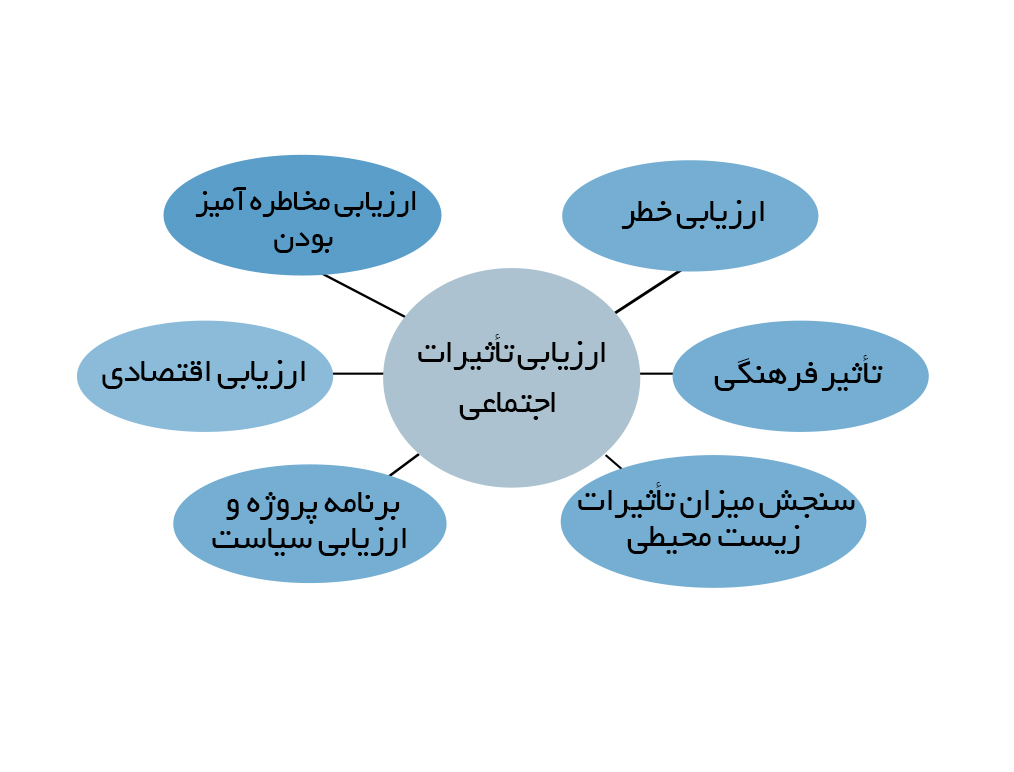
حوزه‌های مختلف ارزیابی تاثیر اجتماعی و فرهنگی

ارزیابی تأثیرات اجتماعی و فرهنگی (به انگلیسی: Social impact assessment) به اختصار در فارسی (اتاف) و اختصار در انگلیسی (SIA) روشی است برای شناسایی تأثیرات اجتماعی پروژه‌های زیربنایی اقدامات درمانی وسیع. این ارزیابی معمولاً در پروژه‌های برنامه‌ریزی شده انجام می‌شود، اما می‌توان از همین روش‌ها برای ارزیابی تأثیر اجتماعی حوادث غیر مترقبه استفاده نمود، به عنوان مثال، فاجعه، تغییرات جمعیتی و همه گیرها استفاده کرد. ارزیابی تأثیرات اجتماعی برای انسان‌شناسی کاربردی مهم است، زیرا به وسیله این ارزیابی می‌توان اثرات منفی بلند مدت احتمالی را از بین برده و به نتایج اجتماعی مثبت تبدیل نمود. در ایران سال ۱۳۸۹ در تبیین سیاست‌های کلی برنامه پنج ساله پنجم توسعه جمهوری اسلامی ایران، به تهیه پیوست فرهنگی برای طرح‌های مهم و جدید تأکید شده‌است.
در برنامه پنج ساله ششم توسعه، بر لزوم تدوین پیوست اجتماعی در طراحی برنامه‌های کلان توسعه‌ای، ملی و بومی تأکید شده‌است. در برنامه پنج ساله ششم توسعه، بر لزوم تدوین پیوست اجتماعی در طراحی برنامه‌های کلان توسعه‌ای، ملی و بومی تأکید شده‌است. از سال ۱۳۸۶ شورای اسلامی شهر تهران مصوب نمود که انجام مطالعات ارزیابی اجتماعی، اقتصادی و زیست‌محیطی برای کلیه پروژه‌های عمرانی الزامی است.

## تاریخچه
نخستین بار عبارت ارزیابی تأثیر اجتماعی در سال ۱۹۳۷ به کار برده شد و برای اشاره به تغییرات ناشی از ساخت خط لوله در فرهنگ اسکیموهای بومی بود.
رابل جی برج در کتاب راهنمای عملی ارزیابی تأثیر اجتماعی در این‌باره می‌نویسد: بعد از اینکه اجازه ساخت خط لوله آلاسکا صادر شد، یکی از رؤسای اسکیمو چنین گفت: «اکنون که مشکلات زمین یخ بسته و گوزن‌های شمالی حل شد و دانستیم که با نفت داغ چه کار کنیم، دربارهٔ تغییر رسوم و شیوه‌های زندگی مردم من چه خواهیم کرد؟»  نویسنده همچنین توضیح می‌دهد که «متأسفانه، همان گونه که رئیس اسکیموها اشاره کرد، تأثیرات اجتماعی واردشده بر بومیان و سایر ساکنان آلاسکا هیچ‌گاه بررسی نشد. آیا فرهنگ و شیوه‌های زندگی سنتی با چنان حجم عظیمی از ساخت و ساز، ممکن است تغییر یابد؟ دربارهٔ سیل ورود کارگرانی که لهجه انگلیسی متفاوتی دارند و با خود، سبک‌های زندگی متفاوتی به همراه می‌آورند، چه می‌توان گفت؟ آشکار است که ایالت آلاسکا با جمعیت ۳۵۱هزار نفر در سال ۱۹۷۳ فقط می‌توانست بخش کوچکی از ۴۲هزار کارگری را تأمین کند که در اوج کار بر روی خط لوله کار می‌کردند. به این علت و سایر رویدادهای مرتبط، تأثیرات طرح در جمعیت‌های انسانی به موازات تعدیل‌های اقتصادی و بیوفیزیکی به بحث گذارده شد. در نهایت اصطلاح ارزیابی تأثیر اجتماعی (اتا) در سال ۱۹۷۳ برای اشاره به تغییرات بالقوه ناشی از ساخت خط لوله در فرهنگ اسکیموهای بومی استفاده شد.»
نخستین طرح ارزیابی تأثیر اجتماعی
از تحقیق دربارهٔ احداث خط لوله گاز دره مکنزی و بررسی تأثیر اجتماعی آن به عنوان نخستین پژوهش در زمینه ارزیابی تأثیر اجتماعی و فرهنگی پروژه‌های عمرانی و زیر ساختی یاد می‌شود. رابل جی برج در کتاب راهنمای عملی ارزیابی تأثیر اجتماعی در این‌باره می‌نویسد: «یکی از رویدادهای کلیدی در تثبیت اهمیت ارزیابی تأثیر اجتماعی، تصویب پروژه تحقیق دربارهٔ خط لوله دره مکنزی بود. بین سال‌های ۱۹۷۴ تا ۱۹۷۸، قاضی تی آر برگر، قاضی دیوان عالی استان بریتیش کلمبیا (کانادا)، دستور آغاز تحقیق گسترده‌ای دربارهٔ خط لوله پیشنهادی صادر کرد که از خلیج مکنزی در دریای بیوفورت آغاز می‌شد و با گذر از کناره کوه‌های ریچاردسون به خطوط لوله بریتیش کلمبیا و آلبرتا وصل می‌شد. این تحقیق اولین نمونه ای بود که در آن، تأثیرات اجتماعی طرح توسعه در بومیان بررسی شده و به آن عمیقاً توجه می‌شد.» در نتیجه یافته‌های تحقیق، اجازه اجرای پروژه صادر نشد. لوله دره مکنزی اولین طرحی است که در آن به دلیل تأثیرات اجتماعی پروژه اجرا نشد.
نخستین اصول راهنما
انجمن کیفیت محیط زیست ایالات متحده در سال ۱۹۷۳ اصول راهنمای اولیه را برای نوشتن گزارش تأثیر زیست‌محیطی منتشر کرد. در سال ۱۹۷۸ به آن رسمیت بخشید. در سال ۱۹۸۶ آن را کاملاً به روز کرد.
انجمن بین‌المللی ارزیابی تأثیر
انجمن بین‌المللی ارزیابی تأثیر مخفف به انگلیسی (IAIA) سال ۱۹۸۱ بنیان نهاده شد. تاسیس این انجمن در عرصه جهانی امکانی برای ارتباط افرادی را فراهم کرد که به پژوهش و انجام دادن ارزیابی تأثیر زیست محیطی، اتا، ارزیابی تکنولوژیکی و سایر انواع روش‌های ارزیابی پروژه علاقه‌مند بودند. در سال ۱۹۸۲ انجمن بین‌المللی ارزیابی تأثیر (IAIA) اقدام به انتشار خبرنامه ارزیابی تأثیر کرد که نام فعلی آن ارزیابی تأثیر و ارزشیابی پروژه است. این موقعیتی برای دانشگاهیان و پژوهشگران ارزیابی فراهم کرد تا پژوهش و تحقیق را در بسیاری از زیر شاخه‌های ارزیابی تأثیر منتشر کنند.
انجمن بین‌المللی ارزیابی تأثیر (IAIA) بیش از ۲۵۰۰ عضو بین‌المللی دارد که نماینده یک‌صد منطقه متفاوت هستند؛ به اضافه بخش‌های وابسته اختصاصی در مکان‌های مختلفی مانند آفریقای جنوبی، بیجینگ، کامرون، غنا، کنیا، نیجریه، سنگال و سه موسسه در کانادا و یک مؤسسه نیز در منطقه واشینگتن دی سی ایالات متحده. این انجمن از تحقیق‌های خوب ارزیابی تاثیر حمایت کرده و در دولت‌های ملی، تشکل‌های مردم‌نهاد و سازمان‌های ارائه کننده کمک‌های بلاعوض اعمال نفوذ می‌کند تا ارزیابی زیست محیطی و روش‌ها و فعالیتهای همسو با پایداری را در فرایند ارزیابی خود بگنجانند.

## بررسی اجمالی

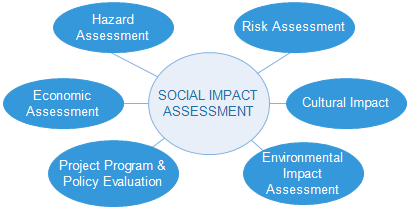

این ارزیابی عمدتاً از مدل ارزیابی تأثیرات زیست‌محیطی (EIA) انشعاب می‌شود، که برای اولین بار در دهه ۱۹۷۰ در ایالات متحده در ایالات متحده تحت قانون سیاست ملی زیست‌محیطی طراحی شده‌است. ارزیابی تأثیرات اجتماعی به صورت فدرال الزامی است و همراه با ارزیابی اثرات زیست‌محیطی انجام می‌شود. SIA برای طبقه‌بندی و ارزیابی تأثیر تحولات بزرگ در جمعیت‌ها، گروه‌ها و سکونتگاه‌ها، در چندین فرایند برنامه‌ریزی و تحلیلی گنجانده شده‌است. اگرچه ارزیابی تأثیرات اجتماعی مدت هاست که تابع ارزیابی تأثیرات زیست‌محیطی تلقی می‌شود، اما به تازگی مدل‌های جدیدی مانند ارزیابی تأثیرات اجتماعی محیط زیست (ESIA)، با رویکرد یکپارچه‌تری مطرح شده‌است که در آن به هر دو ارزیابی تأثیرات اجتماعی و زیست‌محیطی، هم‌زمان و هم‌تراز انجام می‌شود و یکی را زیر مجموعه دیگری در نظر نمی‌گیرند.
اگرچه ارزیابی تأثیرات اجتماعی به عنوان یک روش شناخته شده و عمومی مورد استفاده قرار می‌گیرد، اما برای بررسی تأثیرات اجتماعی آن بر روی پروژه‌های صنعتی. اصطلاح SIA در بیشتر کشورهای اروپایی استفاده می‌شود، در حالی که در آمریکای شمالی بیشتر از اصطلاح تأثیر فرهنگی استفاده می‌شود. اولین بار اصطلاحات فرهنگی و اجتماعی برای توصیف شاخه ای از مردم‌شناسی بکار گرفته شد. شایان ذکر است تفاوت قابل توجهی بین این دو وجود ندارد و هر دو اصطلاح تا حدی با یکدیگر همپوشانی دارند. همان‌طور که گفته شد "مردم‌شناسی فرهنگی" بیشتر درایالات متحده آمریکا استفاده می‌شود، این اصطلاح در آثار اولیه مردم شناسان آمریکایی بکار گرفته شده و کاملاً رایج است. از برجسته‌ترین چهره‌ها می‌توان از فرانتس بوئاس و روث بندیکت نام برد، آنها هر دو تأکید کرده‌اند که وحدت در فرهنگ‌ها از طریق زبان، رفتار، ایدئولوژی‌ها و خلاقیت‌های مادی آنها است. از طرف دیگر، "انسان‌شناسی اجتماعی" اصطلاحی است که در قرن بیستم و برای اولین بار در بریتانیا بکار گرفته شده‌است. تأکید بر این است که انسان‌شناسی اجتماعی مبتنی بر روابط اجتماعی می‌باشد. گرچه بیشتر مبتنی بر یک نظریه درست مثل انسان‌شناسی فرهنگی است و تأکید آن درک تأثیرات اجتماعی و روابط در یک جامعه خاص است.

## ارزیابی تأثیرات اجتماعی
ارزیابی تأثیرات اجتماعی برای شناسایی و مدیریت تأثیرات اجتماعی پروژه‌های صنعتی بکار می‌رود. SIA همچنین می‌تواند با ارزیابی اثرات زیست‌محیطی در مواردی که نیاز به سیاست گذاری، و برنامه‌ریزی دارد بکار می‌رود. نمونه‌هایی از ارزیابی تأثیرات اجتماعی شامل بررسی چگونگی زندگی افراد در جامعه (خویشاوندی یا انفرادی)، فرهنگ، جامعه، دانش پزشکی و سیستم‌های سیاسی است. این نمونه‌ها تأکید بر محیط و تأثیر آن بر تغییرات اجتماعی را به نمایش می‌گذارد. مردم‌شناسی کاربردی به‌طور کلی در SIA در قالبها زیر تعریف و توضیح می‌شود: آنالیز ذینفعان، جامعه، مسکن، نیروی کار، بهداشت و صنعت. در SIA، باید ذینفعان و نوع جوامعی که به‌طور مثبت یا منفی تحت تأثیر قرار می‌گیرند، شناسایی شوند. داده‌ها باید با در نظر گرفتن ساختار جوامع بومی، فرهنگ، صنایع اصلی و غیره، جمع‌آوری شوند. شرح روشهایی که در SIA استفاده خواهد شد، بر اساس شناسایی تأثیرات مستقیم یا احتمالی اجتماعی و در چارچوب زمانی مشخص است. این تأثیرات و در پایان ارائه قوانین و سیاستهای دولتی مربوط به SIA لحاظ می‌شود. درست مانند SIA، ارزیابی تأثیر فرهنگ (CIA) دقیقاً مانند همان تکنیک و روش SIA است. تنها تفاوت واقعی نام آن است که بسته به اینکه در کدام کشور باشید از اصطلاحات ارزیابی تأثیر اجتماعی (SIA) یا ارزیابی تأثیر فرهنگ (CIA) استفاده می‌کنید. این ارزشیابی شامل ده مرحله است که فرد برای انجام یک ارزیابی تأثیر اجتماعی مؤثر باید انجام دهد، شرح آن در راهنما و اصول ارزیابی تأثیر اجتماعی شرح داده شده‌است.

### مراحل یک اتاف مؤثر
انجمن کیفیت محیط زیست ایالات متحده در سال ۱۹۷۳ اصول راهنمای اولیه را برای نوشتن گزارش تأثیر زیست‌محیطی منتشر کرد. در سال ۱۹۷۸ به آن رسمیت بخشید.

1. طرح یا سیاستی عمومی تنظیم کنید که شامل تمام پتانسیل عموم باشد.[۱۱]
2. برنامه یا خط مشی عمومی خود را توصیف کنید.
3. محیط یا منطقه خاص برنامه یا سیاست عمومی خود و شرایط آن را توصیف کنید.
4. بعد از اینکه درک عملی خود از پیشنهاد خود را فرموله کردید، اطلاع‌رسانی در به رسمیت شناختن تأثیرات اجتماعی احتمالی به کسانی که تحت تأثیر آن قرار گرفته‌اند مهم است.
5. تأثیرات بالقوه اجتماعی را شناسایی کنید.
6. پیامدهای تأثیرات اجتماعی را تعیین کنید.
7. تأثیرات آینده و تأثیرات رو به رشد اجتماعی را شناسایی کنید.
8. یک برنامه یا سیاست عمومی جایگزین و نتایج آن را برنامه‌ریزی کنید.
9. طرح تخفیف تدوین کنید.
10. ساختاری را تنظیم کنید که همه جنبه‌های برنامه را کنترل کند.

## تاثیر ارزیابی اجتماعی و فرهنگی در ایران
در ایران هم سال ۱۳۸۹ در تبیین سیاست‌های کلی برنامه پنج ساله پنجم توسعه جمهوری اسلامی ایران به تهیه پیوست فرهنگی برای طرح‌های مهم و جدید تأکید شده‌است.
در برنامه پنج ساله ششم توسعه بر لزوم تدوین پیوست اجتماعی در طراحی برنامه‌های کلان توسعه‌ای، ملی و بومی تأکید شده‌است. از سال ۱۳۸۶ به دنبال مصوبه شورای اسلامی شهر تهران که انجام مطالعات ارزیابی اجتماعی، اقتصادی و زیست‌محیطی را برای کلیه پروژه‌های عمرانی الزامی کرد. شهرداری تهران اجرای مطالعات ارزیابی تأثیرات اجتماعی را به دفتر مطالعات اجتماعی و فرهنگی محول کرد. در ابتدا این مطالعات با عنوان ارزیابی تأثیر اجتماعی (اتا) انجام می‌شد اما از سال ۱۳۹۱ با اضافه شدن واژه فرهنگی به مطالعات ارزیابی تأثیر اجتماعی و فرهنگی (اتاف) تغییر نام یافت.
این مطالعات در شهرداری تهران آغاز شد اما اکنون بسیاری شهرهای دیگر برای پروژه‌های عمرانی خود مطالعات ارزیابی انجام می‌دهند.
پیشینه و ادبیات ارزیابی تاثیر اجتماعی
مطالعات ارزیابی تأثیر اجتماعی شورای اسلامی شهر تهران در مردادماه سال ۱۳۸۶ مصوبه ای را به تصویب رساند که بنا بر آن شهرداری تهران مکن شد برای همه پروژه‌های شهری پیوست اجتماعی و فرهنگی تدوین کند. بر اساس گزارش محمد فاضلی در کتاب مدیریت شهری و توسعه دانش شهری شهرداری تهران از طریق سازمان‌هایی نظیر سازمان فرهنگی و هنری شهرداری، سابقه انجام فعالیت‌های فرهنگی و اجتماعی داشته، و مطالعات اجتماعی متداول در علوم اجتماعی نیز در شهرداری تهران انجام می‌شده‌است؛ اما این اولین بار بود که شهرداری به انجام مطالعات برای تدوین پیوست فرهنگی و اجتماعی پروژه‌های شهری مکلف می‌شد.
به گفته سید رضا مصطفوی مدیر وقت اداره کل مطالعات اجتماعی و فرهنگی شهرداری تهران در نخستین مواجه‌ها تقریباً همگان در شهرداری تهران از فحوای دقیق پیوست اجتماعی و فرهنگی و به ویژه چگونگی انجام این مطالعات اطلاعی نداشتند و کسانی از میان جامعه‌شناسان دارای سابقه مطالعات علمی در زمینه تحلیل تاثیر اجتماعی و فرهنگی توسعه و فعالیت‌های عمرانی انجام می‌شود. برای بسط و گسترش ادبیات و مفاهیم ارزیابی تأثیر اجتماعی و فرهنگی علاوه بر تدوین و ترجمه کتاب‌هایی با این موضوع، برپایی کارگاه‌های آموزشی، ایجاد ساختار سازمانی مناسب جهت رتبه‌بندی محققان حوزه، صدور گواهینامه‌هایی برای محققان فعال در زمینه اتا، جلب مشارکت شهرداری‌های مناطق بیست و دوگانه شهرداری تهران به منظور همکاری در اجرایی کردن مصوبه شورای اسلامی شهر.

## برای مطالعهٔ بیشتر
- لیستی از استنادات کلیدی در ارزیابی تأثیرات اجتماعی ، تهیه شده توسط انجمن بین‌المللی ارزیابی تأثیر بایگانی‌شده  در ۲۰۱۶-۱۰-۱۹ توسط Wayback Machine.
- بارو، CJ 2000 ارزیابی تأثیرات اجتماعی: یک مقدمه. لندن: آرنولد.
- بکر، اچ و اف و نکلای. ۲۰۰۳ کتاب راهنمای بین‌المللی ارزیابی تأثیرات اجتماعی. چلتنهام: ادوارد الگار.
- بکر، HA، ۱۹۹۷. ارزیابی تأثیرات اجتماعی: روش و تجربه در اروپا، آمریکای شمالی و کشورهای در حال توسعه. لندن: مطبوعات UCL
- Burdge , Rabel J. 2004. مفاهیم، روند و روش‌های SIA. میدلتون، WI: مطبوعات بوم‌شناسی اجتماعی.شابک ‎۰−۹۴۱۰۴۲−۳۵−۹شابک 0-941042-35-9.
- Burdge , Rabel J. 2004. یک راهنمای جامعه برای ارزیابی تأثیرات اجتماعی. میدلتون، WI: مطبوعات بوم‌شناسی اجتماعیشابک ‎۰-۹۴۱۰۴۲-۱۷-۰.
- دوفور، برایان 2015. وضعیت هنر در اندازه‌گیری تأثیر اجتماعی: روش‌های ادغام کار شرکت‌های اجتماعی اندازه‌گیری تأثیر آنها در یک زمینه عمومی، پنجمین کنفرانس EMES
- Franks , Daniel M. 2011. مدیریت تأثیرات اجتماعی معدن. در Peter Darling (ویراستار)، کتاب راهنمای مهندسی معدن SME چاپ سوم. فصل ۱۷٫۴، ص. ۱۸۱۷–۱۸۲۵. لیتلتون، کلرادو، ایالات متحده آمریکا: انجمن استخراج معادن، متالورژی و اکتشاف.
- Franks, Daniel, Fidler, Courtney, Brereton, David, Vanclay, Frank and Clark, Phil (2009) استراتژی‌های عملی پیشرو برای رسیدگی به تأثیرات اجتماعی توسعه منابع بایگانی‌شده  در ۲۱ آوریل ۲۰۱۸ توسط Wayback Machine کوئینزلند و وزارت اشتغال، توسعه اقتصادی و نوآوری، دولت کوئینزلند.
- Franks , Daniel M 2012. ارزیابی تأثیرات اجتماعی پروژه‌های منابع بایگانی‌شده  در ۹ ژوئن ۲۰۲۱ توسط Wayback Machine. استخراج برای توسعه: راهنمای عمل استرالیا، مرکز بین‌المللی استخراج برای توسعه، دولت استرالیا، دانشگاه کوئینزلند و دانشگاه استرالیای غربی.
- Franks , DM و F Vanclay 2013. برنامه‌های مدیریت تأثیرات اجتماعی: نوآوری در سیاست‌های عمومی و شرکتی، بررسی ارزیابی اثرات زیست‌محیطی، ۴۳، ۴۰–۴۸.
- Hanna, P. & Vanclay, F. 2013. حقوق بشر، مردم بومی و مفهوم رضایت قبلی، آگاهانه و آگاهانه، ارزیابی تأثیر و ارزیابی پروژه، ۳1 (2)، ۱۴۶–۱۵۷.
- هویت، ریچارد 2003. مشارکت محلی و غیر متخصص در ارزیابی تأثیر، در: C. -Q. Liu , Z. Zhao , T. Xiao و J. Guha، مدیریت استراتژیک مسائل زیست‌محیطی و اقتصادی - اقتصادی: یک کتاب راهنما. گویانگ، چین، دفتر نشر علوم و فناوری Guizhou، ۲۷–۳۶
- هویت، ر. ۲۰۰۱. بازنگری در مدیریت منابع: عدالت، پایداری و مردم بومی. لندن: روتلج.
- Kemp, D. & Vanclay, F. 2013. حقوق بشر و ارزیابی تأثیر: شفاف سازی ارتباطات در عمل، ارزیابی تأثیر و ارزیابی پروژه ۳1 (2)، ۸۶–۹۶.
- ترمینسکی، ب. ۲۰۱۵. جابجایی ناشی از توسعه و اسکان مجدد: علل، پیامدها و زمینه اجتماعی - حقوقی، نیویورک ، انتشارات دانشگاه کلمبیا.
- Kirkpatrick, C. and Lee, N. ، Editors، ۱۹۹۷. توسعه پایدار در یک جهان در حال توسعه: یکپارچه سازی ارزیابی اقتصادی و اقتصادی و ارزیابی زیست‌محیطی. چلتنهام: ادوارد الگار.
- Mayoux, L & R. Chambers 2005 الگوی معکوس: کمی سازی، روشهای مشارکتی و ارزیابی تأثیر ضعیف. مجله توسعه بین‌الملل ۱7 (2) ۲۷۱–۲۹۸.
- روشه، سی. ۱۹۹۹. ارزیابی تأثیر برای آژانسهای توسعه. یادگیری ارزش گذاری برای تغییر. آکسفورد: آکسفام
- Taylor CN, Bryan CH, Goodrich CG. 2004 ارزیابی اجتماعی: نظریه، فرایند و فنون. میدلتون، WI: مطبوعات بوم‌شناسی اجتماعیشابک ‎۰-۹۴۱۰۴۲-۳۷-۵.
- Vanclay , F. 1999، "ارزیابی تأثیر اجتماعی"، در J. Petts (ویرایش).) کتابچه ارزیابی اثرات زیست‌محیطی (جلد ۱)، آکسفورد: علم بلکول، صص. ۳۰۱–۲۶.
- Vanclay, F. 2002a، "مفهوم سازی تأثیرات اجتماعی"، بررسی ارزیابی اثرات زیست‌محیطی، ۲2 (3)، ۱۸۳–۲۱۱.
- Vanclay, F. 2002b، "ارزیابی تأثیر اجتماعی"، در M. Tolba (ویرایش).) پاسخ به تغییرات جهانی محیط زیست، Chichester: Wiley, pp. 387–93.
- Vanclay, F. 2003، "اصول بین‌المللی ارزیابی تأثیر اجتماعی"، ارزیابی تأثیر و ارزیابی پروژه، ۲1 (1)، ۵–۱۱.
- Vanclay, F. 2006، "اصول ارزیابی تأثیر اجتماعی: مقایسه ای مهم بین اسناد بین‌المللی و ایالات متحده"، بررسی ارزیابی اثرات زیست‌محیطی، ۲6 (1)، ۳–۱۴.
- و نکلای، ف. ۲۰۱۴. تحولات ارزیابی تأثیرات اجتماعی. چلتنهام: ادوارد الگار.
- Vanclay, F. & Esteves AM 2011. دستورالعمل‌های جدید در ارزیابی تأثیرات اجتماعی. چلتنهام: ادوارد الگار.
  - Vanclay, F.، Esteves, AM, Aucamp, I. & Franks, D. 2015 ارزیابی تأثیر اجتماعی: راهنمایی برای ارزیابی و مدیریت تأثیرات اجتماعی پروژه‌ها. بایگانی‌شده  در ۲ آوریل ۲۰۱۵ توسط Wayback Machine Fargo ND: انجمن بین‌المللی ارزیابی تأثیر ، vii + 98 صفحه بایگانی‌شده  در ۲ آوریل ۲۰۱۵ توسط Wayback Machine
- Wong, Cecilia H.M.; Ho, Wing-Chung (2015). "Roles of social impact assessment practitioners". Environmental Impact Assessment Review. 50: 124–133. doi:10.1016/j.eiar.2014.09.008.
- وزارت فدرال برنامه‌ریزی شهر و کشور، شبه جزیره مالزی ۲۰۱۲، "کتابچه راهنمای ارزیابی تأثیرات اجتماعی توسعه پروژه"] ،شابک ‎۹۷۸-۹۸۳-۲۸۳۹-۴۳-۹